# المؤسس عثمان (الموسم الخامس)
المؤسس عثمان الموسم الخامس (2023-2024) من المسلسل التركي المؤسس عثمان، بدأ بعرض الحلقة 131 والذي عُرض في 4 أكتوبر 2023وانتهى الموسم بعرض الحلقة 164 في 12 يونيو 2024، من تأليف وإنتاج محمد بوزداغ ومن إخراج أحمد يلماز،عدد حلقات الموسم الخامس بأكمله 34 حلقة. يعرض الموسم الخامس كل يوم الأربعاء علي قناة أي تي في التركية.[بحاجة لمصدر]

## القصة
تدور أحداث القصة حول حياة أبناء عثمان الذين كبروا وبلغوا سن الرشد. يعيش السيد عثمان ومالهون خاتون في قصر في يني شهير، حيث يواجهان تحديات من السيد يعقوب من بني غيرميان، سلطان التركمان الجديد الذي نصّب نفسه بعد تسميم السلطان مسعود. أصبح بوران وكونور بجانب السيد عثمان، بينما انضم جيركوتاي إلى السيد يعقوب بعد سجنه سبع سنوات في قلعة ليفكه. للأسف، تعاني بالا خاتون من مرض مجهول وتحزن على فقدان ابنتها حليمة.
أغار أورهان دون علمه على قافلة هولوفيرا مع شنجكسيزلار ليُثبت لهم شجاعته، لكنهم تحالفوا لاحقًا مع السيد عثمان. في هذه الأثناء، يواجه السيد أورهان توترات من السيد محمد من بني غيرميان، الذي استخدم أحد أفراد شنجكسيزلار جاسوسًا له. أرسل الصليبيون المسيحيون سرًا القائد فاسيلوس للتجسس في قصر قايي، المعروف باسم فيصل ألب. تنكر الأستاذ غيرا، أحد أبرز القادة المسيحيين، في هيئة تاجر مزيف أيهان آغا وحاول قتل بوران. لكن بوران، لحسن الحظ، نجا ودبّر مؤامرة ضد السيد بايندر، حيث أثبت علاء الدين علي براءته.
تتعافى بالا خاتون من مرضها وتأتي إلى يني شهير لمقابلة سعادت خاتون، لكنها تفقد وعيها مجددًا. عندما تتعافى، يطلب منها عثمان البقاء في سوغوت لحماية سوغوت. يشن الصليبيون هجومًا على سوغوت، حيث يقاتلون بالا وعلاء الدين وغونجا خاتون بشجاعة. يتراجع الصليبيون لإثارة الخوف. عندما يتوجه السيد عثمان إلى السفير المغولي للانتقام لدخوله الخيام بغير احترام، يسيطر السيد يعقوب على يني شهير بسبب الهجوم على سوغوت. بعد أن يلوم السيد محمد أورهان وعلاء الدين والسيد عثمان على انعدام الأمن في الأراضي التركية، تضبط فاطمة خاتون غونجا خاتون وهي تتسلل إلى غرفة علاء الدين علي. أرسل السيد يعقوب أورهان ومحمد لشن هجوم مفاجئ على الصليبيين، لكن الجواسيس في القصر (فيصل ألب) أبلغوا الأعداء بالمقدمة، وقُبض على محمد وأورهان. حاول علاء الدين الوصول إلى الجواسيس في القلعة. عندما عاد عثمان، ناقش هو والسيد يعقوب كيفية استعادة ابنيهما. أراد السيد يعقوب إعادة القلاع إلى الصليبيين، لكن عثمان اعترض وأمره السيد يعقوب بالبقاء. دخل عثمان ومالهون خاتون سرًا إلى القلعة بمساعدة هولوفيرا وأنقذا محمد وأورهان. ثم رفض السيد يعقوب تسليم القلاع إلى تكفور.
بالعودة إلى يني شهير، تمنع بالا خاتون والسيد علاء الدين سعادت خاتون من إفساد خطة عثمان السرية لإنقاذ الأبناء وأمرت بسجن سعادت وغونجا وجيركوتاي. تشعر غونجا بالحيرة تجاه علاء الدين، إذ يبدو أنه معها أو ضدها بناءً على الظروف. يعود عثمان ومالهون مع محمد وأورهان وهولوفيرا.لا تزال مالهون خاتون مصرة على أن أورهان لن يتزوج هولوفيرا لأنها غير مسلمة ولن تتمكن من فعل أي شيء من أجل دولة إسلامية صاعدة. ومع ذلك، يتقدم أورهان لخطبة هولوفيرا، لكنه يتزوج من إلتشيم خاتون، ابنة غوندوز كبالشي، قبل الزواج. لم تقبل إلتشيم هذا الزواج لأن أورهان يحب شخصًا آخر، لكنها بعد فترة قبلت الزواج فقط من أجل مصلحة شعبها. كما اعترف علاء الدين بحبه لغونجا خاتون أمام إخوته.
فجأة ، يسعى كاراجيلاسون، وهو قائد مغولي ، الانتقام بعد أن قتل عثمان شقيقه ويدمر السوق الحدودي ، تعمل بالا خاتون ومالهون خاتون مع أورهان ، علاء الدين ، للانتصار علي المغول. في النهاية ، يسأل السيد عثمان محمد حيث يكون السيد يعقوب يتعرض للهجوم ، مما يؤدي إلى مزيد من الثقة في قدرة السيد يعقوب على أن يكون سلطان. ويحاول علاء العثور على علاج للسم الذي يبدو أنه يسبب كل الجرحى ، بما في ذلك غونجا خاتون، ويصيب عثمان أيضًا بجروح طفيفة من قبل سهم تسمم مع إنقاذ السيد يعقوب.

## الممثلون والشخصيات

بوراك أوزجيفيت بدور السيد عثمان
أزوجه تورير بدور بالا خاتون
يلدز جاغري عتيقسوي بدور مالهون خاتون
بيجم شاغلا تاشكن بدور أولجين خاتون
يغيت أوشان بدور بوران ألب
يولدوز راجابوفا بدور ألتشيم خاتون
فاروق اران بدور علاء الدين
ايجيم سنا باير بدور هولوفيرا
آيبرو كوجا آغا بدور الخالة أوليفيا
شاغري سينسوي بدور جيركوتاي ألب
ليا كيرشان بدور فاطمة خاتون

### الشخصيات الأساسية[2]
- بوراك أوزجيفيت بدور السيد عثمان (شخصية خيالية)
- يلدز جاغري عتيقسوي بدور مالهون خاتون (شخصية خيالية)
- أوزجه تورير بدور بالا خاتون (شخصية خيالية)
- إمري باي بدور أورخان غازي
- فاروق أران بدور علاء الدين
- ليا كيرشان بدور فاطمة خاتون

### الشخصيات الداعمة
- ميرزا بهاء الدين دوغان بدور السيد يعقوب
- ايمره دينلار بدور السيد محمد
- يغيت أوشان بدور بوران ألب (شخصية خيالية)
- بيلغين شيمشيك بدور غونجا خاتون
- ايجيم سنا باير بدور الأميرة هولوفيرا[3]
- غوكهان اتالاي بدور يونس أمره
- شاغري سينسوي بدور جيركوتاي ألب
- تيزهان تيزجان بدور تيميربوغا
- مراد انجي بدور غوردوغان
- ريدفان أيبارس دوزي بدور القائد فاسيليوس
- سيفيل أكي بدور السيدة سعادات

### شخصيات ضيوف شرف
- كوبيلاي بينبيكليوغلو بدور  السلطان غياث الدين مسعود

## الحلقات
| الحلقات                                                | عنوان                           | مخرج       | كاتب سيناريو | تاريخ العرض    | عدد المشاهدات في تركيا (بالمليون) | ترتيب المسلسل في تركيا | قناة     |
| ------------------------------------------------------ | ------------------------------- | ---------- | --- | -------------- | --------------------------------- | ---------------------- | -------- |
| الحلقة 131                                             | "بعد انتصار بافيوس..."          | أحمد يلماز | محمد بوزداغ ,علي أوزان سالكيم ,أوزان بودور ,فاطمة نور جولدالي ,عبد القادر إيلتر ,أسلي زينب بيكر بوزداغ ,أتيلا إنجين | 4 أكتوبر 2023  | 6.84                              | 1                      | أي تي في |
| الحلقة 132                                             | "مصير المتمردين معروف..."       | أحمد يلماز | محمد بوزداغ ,علي أوزان سالكيم ,أوزان بودور ,فاطمة نور جولدالي ,عبد القادر إيلتر ,أسلي زينب بيكر بوزداغ ,أتيلا إنجين | 11 أكتوبر 2023 | 6.91                              | 1                      | أي تي في |
| تم تأجيل الحلقة بسبب الحرب الفلسطينية الإسرائيلية 2023 |                                 |            | |                |                                   |                        |          |
| الحلقة 133                                             | "السيد عثمان يتحدى السيد يعقوب" | أحمد يلماز | محمد بوزداغ ,علي أوزان سالكيم ,أوزان بودور ,فاطمة نور جولدالي ,عبد القادر إيلتر ,أسلي زينب بيكر بوزداغ ,أتيلا إنجين | 25 أكتوبر 2023 | 7.23                              | 1                      | أي تي في |
| الحلقة 134                                             | "الحلقة 134"                    | أحمد يلماز | محمد بوزداغ ,علي أوزان سالكيم ,أوزان بودور ,فاطمة نور جولدالي ,عبد القادر إيلتر ,أسلي زينب بيكر بوزداغ ,أتيلا إنجين | 1 نوفمبر 2023  | 7.04                              | 1                      | أي تي في |
| الحلقة 135                                             | "الحلقة 135"                    | أحمد يلماز | محمد بوزداغ ,علي أوزان سالكيم ,أوزان بودور ,فاطمة نور جولدالي ,عبد القادر إيلتر ,أسلي زينب بيكر بوزداغ ,أتيلا إنجين | 8 نوفمبر 2023  | 7.12                              | 1                      | أي تي في |
| الحلقة 136                                             | "الحلقة 136"                    | أحمد يلماز | محمد بوزداغ ,علي أوزان سالكيم ,أوزان بودور ,فاطمة نور جولدالي ,عبد القادر إيلتر ,أسلي زينب بيكر بوزداغ ,أتيلا إنجين | 15 نوفمبر 2023 | 8.11                              | 1                      | أي تي في |
| الحلقة 137                                             | "الحلقة 137"                    | أحمد يلماز | محمد بوزداغ ,علي أوزان سالكيم ,أوزان بودور ,فاطمة نور جولدالي ,عبد القادر إيلتر ,أسلي زينب بيكر بوزداغ ,أتيلا إنجين | 22 نوفمبر 2023 | 8.46                              | 1                      | أي تي في |
| الحلقة 138                                             | "الحلقة 138"                    | أحمد يلماز | محمد بوزداغ ,علي أوزان سالكيم ,أوزان بودور ,فاطمة نور جولدالي ,عبد القادر إيلتر ,أسلي زينب بيكر بوزداغ ,أتيلا إنجين | 29 نوفمبر 2023 | 7.69                              | 1                      | أي تي في |
| الحلقة 139                                             | "الحلقة 139"                    | أحمد يلماز | محمد بوزداغ ,علي أوزان سالكيم ,أوزان بودور ,فاطمة نور جولدالي ,عبد القادر إيلتر ,أسلي زينب بيكر بوزداغ ,أتيلا إنجين | 6 ديسمبر 2023  | 8.79                              | 1                      | أي تي في |
| الحلقة 140                                             | "الحلقة 140"                    | أحمد يلماز | محمد بوزداغ ,علي أوزان سالكيم ,أوزان بودور ,فاطمة نور جولدالي ,عبد القادر إيلتر ,أسلي زينب بيكر بوزداغ ,أتيلا إنجين | 13 ديسمبر 2023 | 8.36                              | 1                      | أي تي في |
| الحلقة 141                                             | "الحلقة 141"                    | أحمد يلماز | محمد بوزداغ ,علي أوزان سالكيم ,أوزان بودور ,فاطمة نور جولدالي ,عبد القادر إيلتر ,أسلي زينب بيكر بوزداغ ,أتيلا إنجين | 20 ديسمبر 2023 | 8.13                              | 1                      | أي تي في |
| الحلقة 142                                             | "الحلقة 142"                    | أحمد يلماز | محمد بوزداغ ,علي أوزان سالكيم ,أوزان بودور ,فاطمة نور جولدالي ,عبد القادر إيلتر ,أسلي زينب بيكر بوزداغ ,أتيلا إنجين | 27 ديسمبر 2023 | 8.09                              | 1                      | أي تي في |
| تم تأجيل الحلقة بسبب ليلة رأس السنة الجديدة 2024       |                                 |            | |                |                                   |                        |          |
| الحلقة 143                                             | "الحلقة 143"                    | أحمد يلماز | محمد بوزداغ ,علي أوزان سالكيم ,أوزان بودور ,فاطمة نور جولدالي ,عبد القادر إيلتر ,أسلي زينب بيكر بوزداغ ,أتيلا إنجين | 10 يناير 2024  | 8.10                              | 1                      | أي تي في |
| الحلقة 144                                             | "الحلقة 144"                    | أحمد يلماز | محمد بوزداغ ,علي أوزان سالكيم ,أوزان بودور ,فاطمة نور جولدالي ,عبد القادر إيلتر ,أسلي زينب بيكر بوزداغ ,أتيلا إنجين | 17 يناير 2024  | 7.70                              | 1                      | أي تي في |
| الحلقة 145                                             | "الحلقة 145"                    | أحمد يلماز | محمد بوزداغ ,علي أوزان سالكيم ,أوزان بودور ,فاطمة نور جولدالي ,عبد القادر إيلتر ,أسلي زينب بيكر بوزداغ ,أتيلا إنجين | 24 يناير 2024  | 7.98                              | 1                      | أي تي في |
| الحلقة 146                                             | "الحلقة 146"                    | أحمد يلماز | محمد بوزداغ ,علي أوزان سالكيم ,أوزان بودور ,فاطمة نور جولدالي ,عبد القادر إيلتر ,أسلي زينب بيكر بوزداغ ,أتيلا إنجين | 31 يناير 2024  | 8.15                              | 1                      | أي تي في |
| الحلقة 147                                             | "الحلقة 147"                    | أحمد يلماز | محمد بوزداغ ,علي أوزان سالكيم ,أوزان بودور ,فاطمة نور جولدالي ,عبد القادر إيلتر ,أسلي زينب بيكر بوزداغ ,أتيلا إنجين | 7 فبراير 2024  | 7.37                              | 2                      | أي تي في |
| الحلقة 148                                             | "الحلقة 148"                    | أحمد يلماز | محمد بوزداغ ,علي أوزان سالكيم ,أوزان بودور ,فاطمة نور جولدالي ,عبد القادر إيلتر ,أسلي زينب بيكر بوزداغ ,أتيلا إنجين | 14 فبراير 2024 | 7.65                              | 1                      | أي تي في |
| الحلقة 149                                             | "الحلقة 149"                    | أحمد يلماز | محمد بوزداغ ,علي أوزان سالكيم ,أوزان بودور ,فاطمة نور جولدالي ,عبد القادر إيلتر ,أسلي زينب بيكر بوزداغ ,أتيلا إنجين | 21 فبراير 2024 | 7.89                              | 1                      | أي تي في |
| الحلقة 150                                             | "الحلقة 150"                    | أحمد يلماز | محمد بوزداغ ,علي أوزان سالكيم ,أوزان بودور ,فاطمة نور جولدالي ,عبد القادر إيلتر ,أسلي زينب بيكر بوزداغ ,أتيلا إنجين | 28 فبراير 2024 | 8.15                              | 1                      | أي تي في |
| الحلقة 151                                             | "الحلقة 151"                    | أحمد يلماز | محمد بوزداغ ,علي أوزان سالكيم ,أوزان بودور ,فاطمة نور جولدالي ,عبد القادر إيلتر ,أسلي زينب بيكر بوزداغ ,أتيلا إنجين | 6 مارس 2024    | 7.19                              | 1                      | أي تي في |
| الحلقة 152                                             | "الحلقة 152"                    | أحمد يلماز | محمد بوزداغ ,علي أوزان سالكيم ,أوزان بودور ,فاطمة نور جولدالي ,عبد القادر إيلتر ,أسلي زينب بيكر بوزداغ ,أتيلا إنجين | 13 مارس 2024   | 6.48                              | 1                      | أي تي في |
| الحلقة 153                                             | "الحلقة 153"                    | أحمد يلماز | محمد بوزداغ ,علي أوزان سالكيم ,أوزان بودور ,فاطمة نور جولدالي ,عبد القادر إيلتر ,أسلي زينب بيكر بوزداغ ,أتيلا إنجين | 20 مارس 2024   | 6.88                              | 1                      | أي تي في |
| الحلقة 154                                             | "الحلقة 154"                    | أحمد يلماز | محمد بوزداغ ,علي أوزان سالكيم ,أوزان بودور ,فاطمة نور جولدالي ,عبد القادر إيلتر ,أسلي زينب بيكر بوزداغ ,أتيلا إنجين | 27 مارس 2024   | 7.05                              | 1                      | أي تي في |
| الحلقة 155                                             | "الحلقة 155"                    | أحمد يلماز | محمد بوزداغ ,علي أوزان سالكيم ,أوزان بودور ,فاطمة نور جولدالي ,عبد القادر إيلتر ,أسلي زينب بيكر بوزداغ ,أتيلا إنجين | 3 أبريل 2024   | 6.40                              | 1                      | أي تي في |
| تم تأجيل الحلقة بسبب ليلة عطلة عيد الفطر 2024          |                                 |            | |                |                                   |                        |          |
| الحلقة 156                                             | "الحلقة 156"                    | أحمد يلماز | محمد بوزداغ ,علي أوزان سالكيم ,أوزان بودور ,فاطمة نور جولدالي ,عبد القادر إيلتر ,أسلي زينب بيكر بوزداغ ,أتيلا إنجين | 17 أبريل 2024  | 6.49                              | 1                      | أي تي في |
| الحلقة 157                                             | "الحلقة 157"                    | أحمد يلماز | محمد بوزداغ ,علي أوزان سالكيم ,أوزان بودور ,فاطمة نور جولدالي ,عبد القادر إيلتر ,أسلي زينب بيكر بوزداغ ,أتيلا إنجين | 24 أبريل 2024  | 6.41                              | 1                      | أي تي في |
| الحلقة 158                                             | "الحلقة 158"                    | أحمد يلماز | محمد بوزداغ ,علي أوزان سالكيم ,أوزان بودور ,فاطمة نور جولدالي ,عبد القادر إيلتر ,أسلي زينب بيكر بوزداغ ,أتيلا إنجين | 1 مايو 2024    | 7.27                              | 1                      | أي تي في |
| الحلقة 159                                             | "الحلقة 159"                    | أحمد يلماز | محمد بوزداغ ,علي أوزان سالكيم ,أوزان بودور ,فاطمة نور جولدالي ,عبد القادر إيلتر ,أسلي زينب بيكر بوزداغ ,أتيلا إنجين | 8 مايو 2024    | 6.58                              | 1                      | أي تي في |
| الحلقة 160                                             | "الحلقة 160"                    | أحمد يلماز | محمد بوزداغ ,علي أوزان سالكيم ,أوزان بودور ,فاطمة نور جولدالي ,عبد القادر إيلتر ,أسلي زينب بيكر بوزداغ ,أتيلا إنجين | 15 مايو 2024   | 7.07                              | 1                      | أي تي في |
| الحلقة 161                                             | "الحلقة 161"                    | أحمد يلماز | محمد بوزداغ ,علي أوزان سالكيم ,أوزان بودور ,فاطمة نور جولدالي ,عبد القادر إيلتر ,أسلي زينب بيكر بوزداغ ,أتيلا إنجين | 22 مايو 2024   | 7.13                              | 1                      | أي تي في |
| الحلقة 162                                             | "الحلقة 162"                    | أحمد يلماز | محمد بوزداغ ,علي أوزان سالكيم ,أوزان بودور ,فاطمة نور جولدالي ,عبد القادر إيلتر ,أسلي زينب بيكر بوزداغ ,أتيلا إنجين | 29 مايو 2024   | 6.94                              | 1                      | أي تي في |
| الحلقة 163                                             | "الحلقة 163"                    | أحمد يلماز | محمد بوزداغ ,علي أوزان سالكيم ,أوزان بودور ,فاطمة نور جولدالي ,عبد القادر إيلتر ,أسلي زينب بيكر بوزداغ ,أتيلا إنجين | 5 يونيو 2024   | 5.98                              | 1                      | أي تي في |
| الحلقة 164 (نهاية الموسم)                              | "الحلقة 164"                    | أحمد يلماز | محمد بوزداغ ,علي أوزان سالكيم ,أوزان بودور ,فاطمة نور جولدالي ,عبد القادر إيلتر ,أسلي زينب بيكر بوزداغ ,أتيلا إنجين | 12 يونيو 2024  | 5.57                              | 1                      | أي تي في |

### تركية
1. ↑  Habertürk. "KURULUŞ OSMAN YENİ SEZON OYUNCULARI | Kuruluş Osman 5. yeni sezon oyuncuları kimler ve hangi isimler oyuncu kadrosuna katıldı?". Habertürk (بالتركية). Archived from the original on 2023-10-05. Retrieved 2023-10-06.
2. ↑  "KURULUŞ OSMAN OYUNCULARI, İSİMLERİ VE KARAKTERLERİ | Kuruluş Osman yeni sezon oyuncuları kimler, 5. sezonda kadroya kimler dahil oldu, kimler ayrıldı?". www.hurriyet.com.tr (بالتركية). 4 Oct 2023. Archived from the original on 2023-10-11. Retrieved 2023-10-06.
3. ↑  "Kuruluş Osman Holofira Nilüfer Hatun (Ecem Sena Bayır) kimdir?". www.ntv.com.tr (بالتركية). Archived from the original on 2023-10-11. Retrieved 2023-10-11.

### إنجليزية
1. ↑  "Kuruluş: Osman TV Show - Season 5 Episodes List - Next Episode". next-episode.net (بالإنجليزية). Archived from the original on 2023-11-13. Retrieved 2023-11-12.

## روابط خارجية
- المؤسس عثمان - الموسم الخامس علي IMDb| - ع - ن - ت المؤسس عثمان                  | - ع - ن - ت المؤسس عثمان                                                                                                                                                                                                                                       | - ع - ن - ت المؤسس عثمان |
| ----------------------------------------- | --- | ------------------------ |
| الشخصيات                                  | - السيد عثمان - بالا خاتون - بوران ألب - مالهون خاتون - السيد أرطغرل - بامسي بيريك - سالجان خاتون - عبدالرحمن ألب - تورغوت ألب |                          |
| الممثلون                                  | - براق أوزجوید - أوزجه تورير - يلدز جاغري عتيقسوي - يغيت أوشان - براق تشيليك - راغب ساواش - كانبولات جوركيم أرسلان - نور الدين سونمز - ديدام بالشين - إيمره باسالاك - أركان أفجي - تامر إيجيت - جلال آل - جنكيز جوشقون - روزغار أكسوي [لغات أخرى]‏ - جنيد أركين |                          |
| المواسم                                   | - 1 - 2 - 3 - 4 - 5 - 6 |                          |
| طاقم الإخراج والإنتاج                     | - محمد بوزداغ - متين جوناي - أحمد يلماز |                          |
| المقالات ذات الصلة                        | - حلقات - "السلطان الغازي يغادر" - جوائز وترشيحات - شخصيات - قيامة أرطغرل - شخصيات - جوائز وترشيحات - حلقات - موسيقي |                          |
| - تصنيف - ويكيميديا كومنز - ويكي الإقتباس | |                          |